# Équipe de Slovaquie olympique de football
Maillots
L'équipe de Slovaquie olympique de football représente la Slovaquie dans les compétitions de football espoirs comme les Jeux olympiques d'été, où sont conviés les joueurs de moins de 23 ans.
Elle apparut à la suite de l'éclatement de la Tchécoslovaquie en 1993 et avec l'équipe de République tchèque olympique elle remplace l'ex-équipe de Tchécoslovaquie olympique.

## Palmarès
- 1er tour aux JO 2000

## Parcours lors des Jeux olympiques
Depuis les Jeux olympiques d'été de 1992, le tournoi est joué par des joueurs de moins de 23 ans.
| Football aux Jeux olympiques | Football aux Jeux olympiques | Football aux Jeux olympiques | Football aux Jeux olympiques | Football aux Jeux olympiques | Football aux Jeux olympiques | Football aux Jeux olympiques | Football aux Jeux olympiques | Football aux Jeux olympiques |
| Année                        | Tour                         | Classement                   | J                            | G                            | N                            | P                            | Bp                           | Bc                           |
| ---------------------------- | ---------------------------- | ---------------------------- | ---------------------------- | ---------------------------- | ---------------------------- | ---------------------------- | ---------------------------- | ---------------------------- |
| 1996                         | Non qualifiée                | -                            | -                            | -                            | -                            | -                            | -                            | -                            |
| 2000                         | 1er tour                     | 13                           | 3                            | 1                            | 0                            | 2                            | 4                            | 6                            |
| 2004                         | Non qualifiée                | -                            | -                            | -                            | -                            | -                            | -                            | -                            |
| 2008                         | Non qualifiée                | -                            | -                            | -                            | -                            | -                            | -                            | -                            |
| 2012                         | Non qualifiée                | -                            | -                            | -                            | -                            | -                            | -                            | -                            |
| 2016                         | Non qualifiée                | -                            | -                            | -                            | -                            | -                            | -                            | -                            |
| 2021                         | Non qualifiée                | -                            | -                            | -                            | -                            | -                            | -                            | -                            |
| 2024                         | À venir                      | -                            | -                            | -                            | -                            | -                            | -                            | -                            |
| Total                        | 1/7                          | Aucune médaille              | 3                            | 1                            | 0                            | 2                            | 4                            | 6                            |